# Käthe und ich: Dornröschen
Dornröschen ist ein deutscher Fernsehfilm von Philipp Osthus aus dem Jahr 2018. Es handelt sich um die erste Folge der ARD-Reihe Käthe und ich. Die deutsche Erstausstrahlung erfolgte am 1. November 2019 auf dem ARD-Sendeplatz Endlich Freitag im Ersten.

## Handlung
Psychologe Paul Winter erwartet die Rückkehr seiner Frau, der Balletttänzerin Erina, nach Hause, die nach einem Autounfall seit drei Monaten im  Wachkoma liegt. Paul hatte sie in einer Ballettaufführung kennengelernt und sich in sie verliebt, in die seine Jugendfreundin Jule ihn mitbenommen hatte. Paul hatte sie für eine Aktion in einer Ballettschule mit Anwesenheit von Presse und Politik gewinnen können, bei der Erina interessierten Schülerinnen Probestunden gegeben hat.
Gleichzeitig steht er Jule zur Seite, deren Beziehung mit Aaron, mit dem sie eine Tierarztpraxis betreibt, eingeschlafen ist. Paul erzählt Jule, dass Jasmina, die Arzthelferin aus der Tierarztpraxis, in Aaron verliebt ist. Jasmina schreibt in ihrem Blog Geschichten über einen Tierarzt, der in Wahrheit für Aaron steht.
Paul ist mit Hildegard Möller, der Pflegedienstleiterin des hiesigen Krankenhauses befreundet, die immer wieder gegen ihren engstirnigen Vorgesetzten Lechner zu kämpfen hat. Sie ruft Paul an und berichtet von der Patientin Maria Thalbach, die überraschend nach fünf Jahren Wachkoma wieder aufgewacht ist. Sie hatte einen Unfall erlitten, als sie ihre Tochter von einem heranfahrenden Bus weggestoßen hat und von diesem erfasst wurde. Sie möchte so bald wie möglich wieder zu ihrem Mann Johannes und der achtjährigen Tochter Johanna nach Hause zurück. Der ist jedoch inzwischen mit seiner Lebensgefährtin Sabrina zusammen, zu der die Tochter „Mama“ sagt. Auf Pauls Rat hin, offenbart Johannes seiner Frau, dass er nun mit Sabrina zusammen ist. Johanna gegenüber will er jedoch die genauen Umstände des Unfalls verheimlichen, um bei ihr keine Schuldgefühle auszulösen.
Abends lässt sich Maria von einem Taxi nach Hause fahren und beobachtet ihren Mann, Johanna und Sabrina. Am nächsten Tag wirkt Maria ganz apathisch. In der Zwischenzeit macht Paul Johanna erfolgreich mit einer gleichaltrigen Patientin mit Bewegungseinschränkungen bekannt, um ihre Berührungsängste gegenüber ihrer Mutter abzubauen. Maria, die in der Zwischenzeit wieder nachts mit dem Taxi nach Hause fährt, findet wieder Grund zur Freude, als ihre Tochter sie wiedersehen will. Das Treffen verläuft sehr erfolgreich. Als Johannes und Sabrina jedoch vom Taxifahrer von Marias nächtlichen Taxifahrten nach Hause erfahren, verbieten sie ihr den Kontakt zu Johanna und sie an ihrem Geburtstag zu besuchen. Paul bittet Johannes erfolgreich darum, seine Entscheidung nochmal zu überdenken. Auf der Geburtstagsfeier erleidet Maria jedoch einen Zusammenbruch, als sie vor Schwäche nicht richtig laufen kann und Johanna sie vor ihrer Freundin verleugnet. Paul ist der Meinung, dass Johanna so auf ihre Mutter reagiert hat, weil Johannes sie während des Komas kaum ins Krankenhaus mitgenommen hat, und rät ihm, ihr die wahren Umstände des Unfalls mitzuteilen. Als Frau Möller Johannes Vorwürfe macht, dass er sich zu wenig um seine Frau gekümmert hat, wird sie von ihrem pingeligen Chef gekündigt. Der niedergeschlagenen Maria schlägt Paul Betreutes Wohnen vor. Dort reagiert auch Johanna wohlwollend auf sie.
Zuhause erfährt Paul von Jule erfreut, dass Erina angekommen ist.

## Hintergrund
Dornröschen wurde unter dem Arbeitstitel Käthe und ich - 1 vom 3. bis zum 30. September 2018 in Waren an der Müritz gedreht. Produziert wurde der Film von der Bavaria Fiction GmbH.

## Rezeption

### Einschaltquote
Die Erstausstrahlung am 1. November 2019 im Ersten wurde von 4,83 Millionen Zuschauern gesehen, was einem Marktanteil von 16,0 % entspricht.

### Kritiken
Die Kritiker der Fernsehzeitschrift TV Spielfilm zeigten mit dem Daumen geradeaus und vergaben für Humor und Anspruch je einen von drei möglichen Punkten. Das Fazit lautete: „Da wär‘ so viel mehr drin gewesen…“.